# Рейдерман, Абрам Шахнович
Абра́м Ша́хнович Ре́йдерман (полное имя Аврам-Меер Шахнович Рейдерман; 1870 — не ранее 1931) — капельмейстер 41-го пехотного Селенгинского полка, композитор, автор вальса «Осенние мечты».

## Биография
Мещанин города Острог Волынской губернии. Выдержал экстерном экзамен при Варшавской консерватории на звание капельмейстера. Флейтист. Жил в Киеве.
Служил капельмейстером 127-го пехотного Путивльского полка (с 27 августа 1896 года) и 41-го пехотного Селенгинского полка (с 1 октября 1899 года), после революции — Киевской пушечно-пулемётной школы имени С. С. Каменева (впоследствии 2-я Киевская артиллерийская школа и Киевская объединённая военная школа им. С. С. Каменева). По некоторым источникам, вышел в отставку в 1945 году в звании капитана.
Участник Первой мировой войны. Штабс-капитан. Награждён орденом Святого Станислава третьей степени и орденом Святой Анны третьей степени, званием личного почётного гражданина (6 декабря 1908 года) и серебряной медалью на Станиславской ленте за усердие (1904).
Автор вальсов «Осенние мечты» (Op. 26), «Белые розы» (Ор. 56), «На заре» (Ор. 48), «Зацелуй меня до смерти» (Ор. 33), «Сны жизни», «К счастью», «Открытие бала», «Весенние мечты», «Без любви», «Конец моим терзаньям», «Вальс» (Ор. 185), «Цветы души моей», «К счастью» (Ор. 186), «Когда-то», маршa для духового оркестра «Варяг», попурри «Гай-да тройка», «Еврейское попурри». В 1931 году опубликовал марши «Революційним кроком» (Революционным шагом) и «Червоноарміець» (Красноармеец).

## Семья
Жена — Мария Рейдерман.
- Сын — Александр Абрамович Рейдерман, управляющий Молдавской областной конторой «Заготзерно» в Тирасполе[6].
- Сын — Исаак Абрамович Рейдерман, учёный-медик, сотрудник кафедры детских болезней киевского Института усовершенствования врачей, был расстрелян в Бабьем Яру в 1941 году.
  - Внук — Максим Исаакович Рейдерман, доктор медицинских наук, автор научных трудов по кардиологии и медицинской генетике; правнук — поэт Алексей Парщиков[7].
- Сын Григорий (7 декабря 1905, Киев — ?).
- Племянники — капельмейстеры И. И. Чернецкий и С. И. Чернецкий.

## Нотные издания
- Зацелуй меня до смерти: вальс для фортепиано. Киев—Варшава: Леон Идзиковский, 1917. На обороте: Любимыя сочинения Л. Чернецкаго (сына).
- Белые розы: Вальс для фп.: Ор. 56. Серия «Сочинения А. Рейдермана для фортепиано в 2 руки». Киев—Варшава: Л. Идзиковский, 1917 (первое издание — 1912).
- На заре: Вальс для фп.: Ор. 48. Киев—Варшава: Л. Идзиковский, 1917 (первое издание — 1912).
- К счастью: Вальс для фортепиано: Ор. 186. Киев: Магазин Киевского отделения государственного издательства Украины (бывший Л. Идзиковского), 1924. — 1000 экз.
- Сны жизни: вальс для фортепиано: Ор. 185. Киев: Музыкальный магазин Киевского отделения Государственного издательства Украины (бывший Л. Идзиковского), 1924. — 1000 экз.
- Осенние мечты: Вальс для фп.: Ор. 26. Киев: Киевское музыкальное предприятие, 1927. — 2000 экз.
- 2 революційних марші: для духової оркестри. Киев: Українське музичне видавництво, 1931. — 1000 экз.
- Осенние мечты / А.  Рейдерман // Популярные вальсы: для фп. / ред.-сост. М. Воловац. — 3-е изд. — Л., 1961.